# Камбрейський мир (1529)

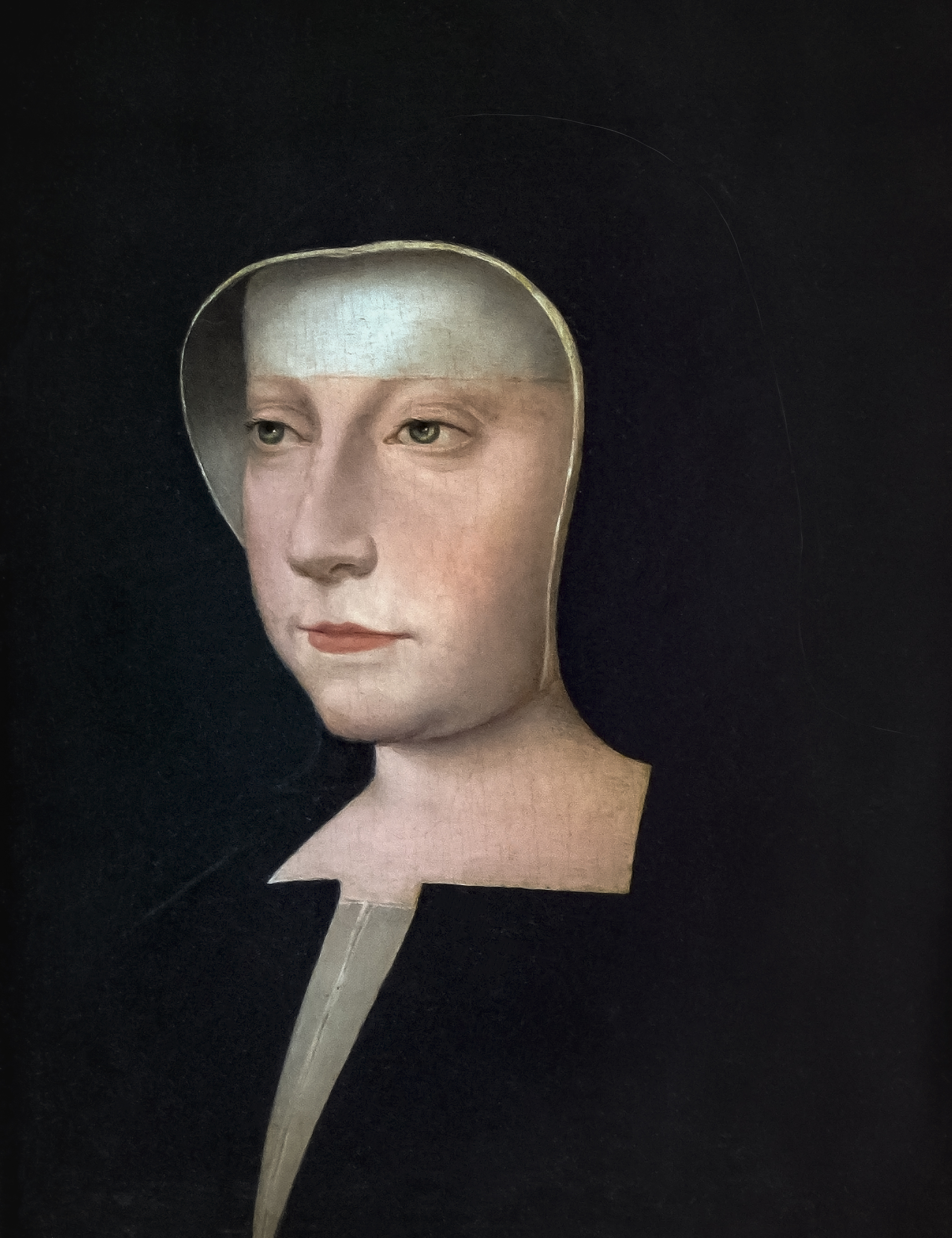
Луїза Савойська.

Камбрейський мир (фр. Paix de Cambrai, ісп. Paz de Cambrai), відомий також як Дамський мир (фр. Paix des Dames, ісп. Paz de las Damas) — мирний договір, укладений 5 серпня 1529, між королем Франції Франциском I, з одного боку, і імператором Карлом V, з іншого.

## Передісторія
Камбрейський мир поклав край участі Франції у війні Коньякської ліги, що тяглася з 1526 року. Він був підписаний в місті Камбре, центрі князівства-єпископства в Нідерландах (зараз — французький департамент Нор). Цей мир називають ще й Дамським, так як в його підготовці велику роль зіграли жінки: мати Франциска I Луїза Савойська і тітка імператора Маргарита Австрійська. Вони представляли на переговорах обох монархів, допомагаючи їм не втратити обличчя.

## Умови

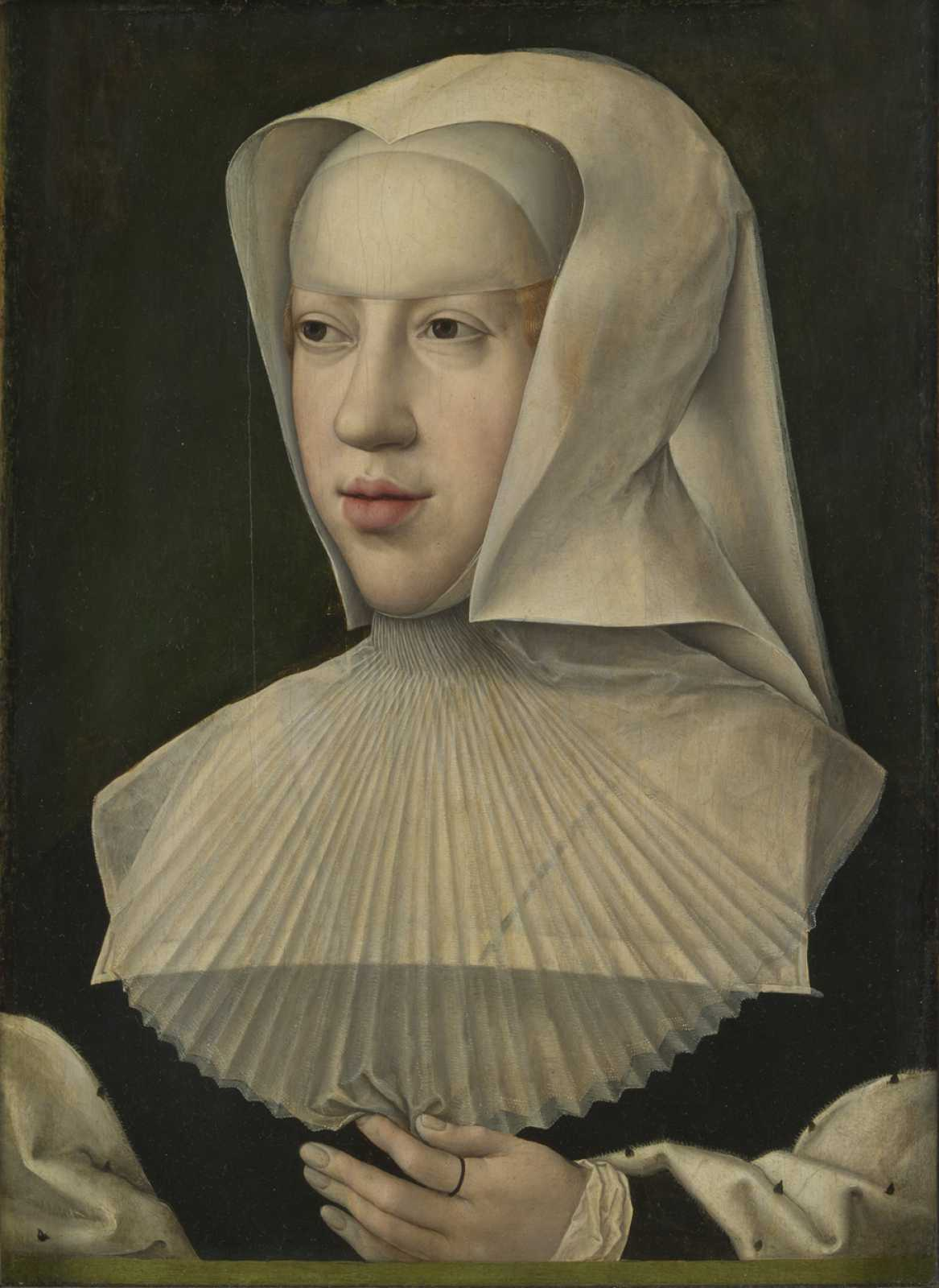
Маргарита Австрійська

За умовами миру, підписаного в Камбре, Франциск відмовився від претензій на італійські землі, графства Артуа і Фландрію в Нижніх землях, але зберіг за собою Бургундське герцогство, яким довелось поступитись Карлу V. Договір передбачав повернення до Франції дофіна Франсуа і принца Генріха, майбутнього Генріха II, в обмін на викуп в 2 мільйони екю. Франциск I підтвердив згоду одружитися з сестрою Карла V Елеонорою і одружився з нею 4 липня 1530 року.

## Наслідки
Камбрейський договір разом з Барселонським миром (між імператором і папою), який був укладений в червні, означав розпад Коньякської ліги; тільки Флорентійська республіка продовжила боротися проти Карла V, що призвело до облоги і здачі Флоренції в 1530 році. Проте умови миру не задовольняли Франциска I. У 1536 році почався новий конфлікт між Францією і Габсбурзькою імперією.